# DeSoto Firesweep
De DeSoto Firesweep was een automodel van het voormalige Amerikaanse automerk DeSoto, onderdeel van Chrysler. Het model werd van 1957 tot 1959 geproduceerd en was bij de laatste van het merk dat eind 1960 stopgezet werd.
De Firesweep kwam qua stijl overeen met de andere modellen van DeSoto in 1957. De voorzijde was gebaseerd op de Dodge Coronet wat vooral te zien was aan de typische Dodge-koplampen. De grille en de staartvinnen waren ook bij andere DeSoto's te zien. De Firesweep werd afgewerkt in één of twee kleuren en was voorzien van stuurbekrachtiging en rembekrachtiging.
De DeSoto Firesweep werd geleverd als 2-deur coupé of cabriolet, 4-deur sedan en als 5-deur stationwagen met vier tot zes zitplaatsen. De auto werd aangedreven door een 5,3-liter V8 van Chrysler-makelij die 295 pk leverde. Standaard werd die gekoppeld aan een manuele drieversnellingsbak. Optioneel was er ook een Torqueflite-automaat met drie verhoudingen. In 1959 waren de meeste gebouwde Firesweeps met die automaat uitgerust.
De Firesweep werd destijds geïntroduceerd aan een basisprijs van 3169 USD. Het eerste verkoopsjaar was meteen ook het beste. Kwaliteitsproblemen drukten de jaren daarop de verkoop. In 1959 werd het model geschrapt. In november van het jaar daarop werd ook het merk DeSoto stopgezet.